# Rita Fuhrer

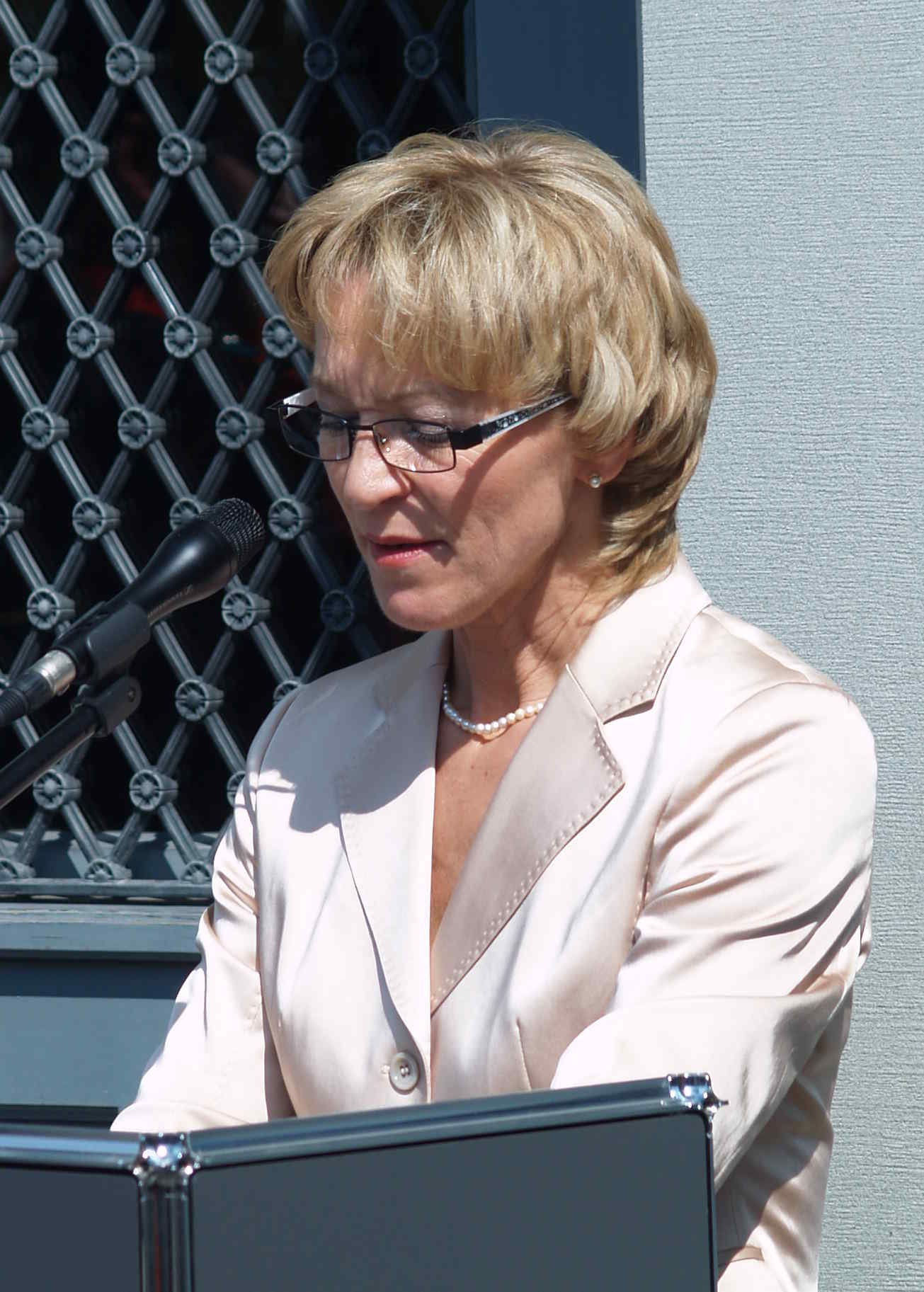
Rita Fuhrer

Rita Fuhrer (10 juli 1953) is een Zwitsers politica.

## Opleiding en carrière
Rita Fuhrer groeide op in Thal (kanton Sankt Gallen). Ze studeerde economie  in Lausanne en Lugano. Van 1972 tot 1994 leidde zij een agentschap van een ziektenkostenverzekering. 
Rita Fuhrer trouwde in 1972 en heeft drie kinderen. In 1986 vestigde het gezin zich te Pfäffikon in het kanton Zürich.

### Politieke carrière
Rita Fuhrer is lid van de Zwitserse Volkspartij (SVP), een partij met een aanzienlijke aanhang in het kanton Zürich. Ze vertegenwoordigde de partij in de raad van bestuur van de Oberstufenschulpflege Pfäffikon (1986-1990) en daarna als vicevoorzitster van de raad van bestuur van die school (1990-1995). Van 1989 tot 1993 was ze tevens vicevoorzitster van de raad van bestuur van de middelbare beroepsopleiding te Wetzikon. 
Van 1992 tot 1995 was ze lid van de Kantonsraad van het kanton Zürich en in 1995 werd ze als eerste vrouwelijke kandidaat van de SVP in de Regeringsraad van het kanton Zürich gekozen. Van 1995 tot 2003 beheerde ze het departement van Sociale Zaken en vanaf 2003 dat van Economische Zaken. Van 1999 tot 2000 en van 2006 tot 2007 was ze vicevoorzitter van de Regeringsraad van het kanton Zürich. Van 1 mei 2000 tot 30 april 2001 was ze een eerste maal voorzitster van de Regeringsraad (dat wil zeggen regeringsleider) van het kanton Zürich. Sinds 21 mei 2007 bekleedt zij deze functie opnieuw.
Tijdens haar ambtstermijn als directeur van het departement van Sociale Zaken (1995-2003) werd zij bekritiseerd omdat ze de partijlijn van de SVP te veel volgde. Sinds haar aantreden als directeur van het departement van Economische Zaken ligt ze onder vuur als zijnde te weinig coöperatief en ook zou zijn geen kritiek dulden, ofschoon dit door haar naaste medewerkers wordt tegengesproken. Haar tegenstanders noemen haar "sensibel" en "machtbelust".
Rita Fuhrer is ex officio lid van de bestuursraad van Luchthaven Vereniging Zürich.